# Krister Kristensson
Krister Kristensson (Malmö, 1942. július 25. – 2023. január 29.)  svéd válogatott labdarúgó, edző.

## Pályafutása

### A válogatottban
1967 és 1972 között 38 alkalommal szerepelt a svéd válogatottban. Részt vett az 1970-es világbajnokságon.

## Sikerei, díjai
Malmö FF
- Svéd bajnok (7): 1965, 1967, 1970, 1971, 1974, 1975, 1977
- Svéd kupa (5): 1967, 1973, 1974, 1975, 1978